# Люги
Люги — упразднённое село в Охинском районе Сахалинской области. На момент упразднения входило в состав Рыбновского сельсовета. Исключено из учётных данных не ранее 2004 года. 

## География
Располагалось на северо-западе области, на берегу Охотского моря, вблизи северо-западного берега озера Успенское, на расстоянии приблизительно в 10 км (по прямой) к северо-востоку от села Рыбное.

## История
Возникло в 1935 году как посёлок зверобойного завода. По данным на 1937 год в составе Успеновского сельсовета Рыбновского района значаться посёлки Городок зверобойного завода Люги и Зверобойный завод Люги. 
Постановлением Администрации Сахалинской области от 17.06.2004 № 84-па посёлок Люги преобразован в село.

## Население
| 1937 | 2002 |
| ---- | ---- |
| 175  | ↘7   |

Согласно результатам переписи 2002 года, в национальной структуре населения нивхи составляли 86 %.